# Century Plaza Towers
Century Plaza Towers
O Century Plaza Towers são dois arranha-céus de 44 andares e 174 m (571 ft) de altura, localizado em Los Angeles, Califórnia. O edifício começou a ser construído em 1972, e foi concluído em 1975. Ambos edifícios são os 17°/18° arranha-céus mais altos da cidade de Los Angeles.
As torres foram projetadas por Minoru Yamasaki. As torres se assemelham ao World Trade Center, suas linhas verticais preta e cinza e ao uso de alumínio na parte externa do edifício. As torres têm uma formato triangular incomum e são pontos de referência que são claramente vistos em torno do Los Angeles Westside. Sua proeminência no horizonte de Century City foi reduzida nos últimos anos com a construção  de novos arranha-céus que bloqueiam parcialmente sua visão. No entanto, o Century Plaza Towers permanecem sendo os edifícios mais altos de Century City e os arranha-céus mais altos do sul da Califórnia, fora do centro de Los Angeles. As torres estão localizadas em cima de uma das maiores garagens de estacionamento subterrâneo do mundo com uma capacidade de cerca de 5.000 carros.

## Cultura popular
- As torres eram a sede da empresa de detetives fictícia, Remington Steele.
- As torres também serviram para vários comerciais de tv, incluindo comercias da Samsung, Buick, Volvo, e da Kia Motors.
- Os edifícios foram usados na Melrose Place como escritórios de negócio da Lexi Sterling.
- Foram vistos também na série de TV, Burke's Law.